# Dalarik
Dalarik (armeniska: Դալարիկ) är en ort i Armenien.   Den ligger i provinsen Armavir, i den västra delen av landet, 50 kilometer väster om huvudstaden Jerevan. Dalarik ligger 1 011 meter över havet och antalet invånare är 3 080.
Terrängen runt Dalarik är kuperad åt nordost, men åt sydväst är den platt. Närmaste större samhälle är Armavir, 16,0 kilometer sydost om Dalarik.
Trakten runt Dalarik består i huvudsak av gräsmarker. Runt Dalarik är det ganska tätbefolkat, med 248 invånare per kvadratkilometer.